# Krușelnîțea, Skole
Krușelnîțea (în ucraineană Крушельниця) este o comună în raionul Skole, regiunea Liov, Ucraina, formată numai din satul de reședință.

## Demografie
Componența lingvistică a comunei Krușelnîțea
     Ucraineană (99,69%)
     Alte limbi (0,31%)
Conform recensământului din 2001, majoritatea populației comunei Krușelnîțea era vorbitoare de ucraineană (99,69%), existând în minoritate și vorbitori de alte limbi.